# Indolilacetil-mio-inozitol galaktoziltransferaza
Indolilacetil-mio-inozitol galaktoziltransferaza (EC 2.4.1.156, uridin difosfogalaktoza-indolilacetilinozitol galaktoziltransferaza, indol-3-ilacetil-mio-inozitol galaktozid sintaza, UDP-galaktoza:indol-3-ilacetil-mio-inozitol 5-O-D-galaktoziltransferaza, UDP-galaktoza:(indol-3-il)acetil-mio-inozitol 5-O--galaktoziltransferaza) je enzim sa sistematskim imenom UDP-alfa--galaktoza:(indol-3-il)acetil-mio-inozitol 5-O--galaktoziltransferaza. Ovaj enzim katalizuje sledeću hemijsku reakciju
UDP-alfa--galaktoza + (indol-3-il)acetil-mio-inozitol {\displaystyle \rightleftharpoons } UDP + 5-O-(indol-3-il)acetil-mio-inozitol D-galaktozid

## Literatura
- Nicholas C. Price; Lewis Stevens (1999). Fundamentals of Enzymology: The Cell and Molecular Biology of Catalytic Proteins (Third изд.). USA: Oxford University Press. ISBN 019850229X.
- Eric J. Toone (2006). Advances in Enzymology and Related Areas of Molecular Biology, Protein Evolution (Volume 75 изд.). Wiley-Interscience. ISBN 0471205036.
- Branden C; Tooze J. Introduction to Protein Structure. New York, NY: Garland Publishing. ISBN 0-8153-2305-0.
- Irwin H. Segel. Enzyme Kinetics: Behavior and Analysis of Rapid Equilibrium and Steady-State Enzyme Systems (Book 44 изд.). Wiley Classics Library. ISBN 0471303097.

## Spoljašnje veze
- Indolylacetyl-myo-inositol+galactosyltransferase на 